# Jochen Babock
Jochen Babock (Erfurt, 26 agosto 1953) è un bobbista tedesco.

## Biografia
Ai XII Giochi olimpici invernali (edizione disputatasi nel 1976 a Innsbruck, Austria) vinse la medaglia d'oro nel Bob a quattro con i connazionali Meinhard Nehmer, Bernhard Germeshausen e Bernhard Lehmann, partecipando per la nazionale tedesca (Germania Est), superando quella svizzera e l'altra tedesca.
Il tempo totalizzato fu di 3:40,43 con un distacco minimo rispetto alle altre classificate 3:40,89 e 3:41,37 i loro tempi.